# Emile de Cartier de Marchienne

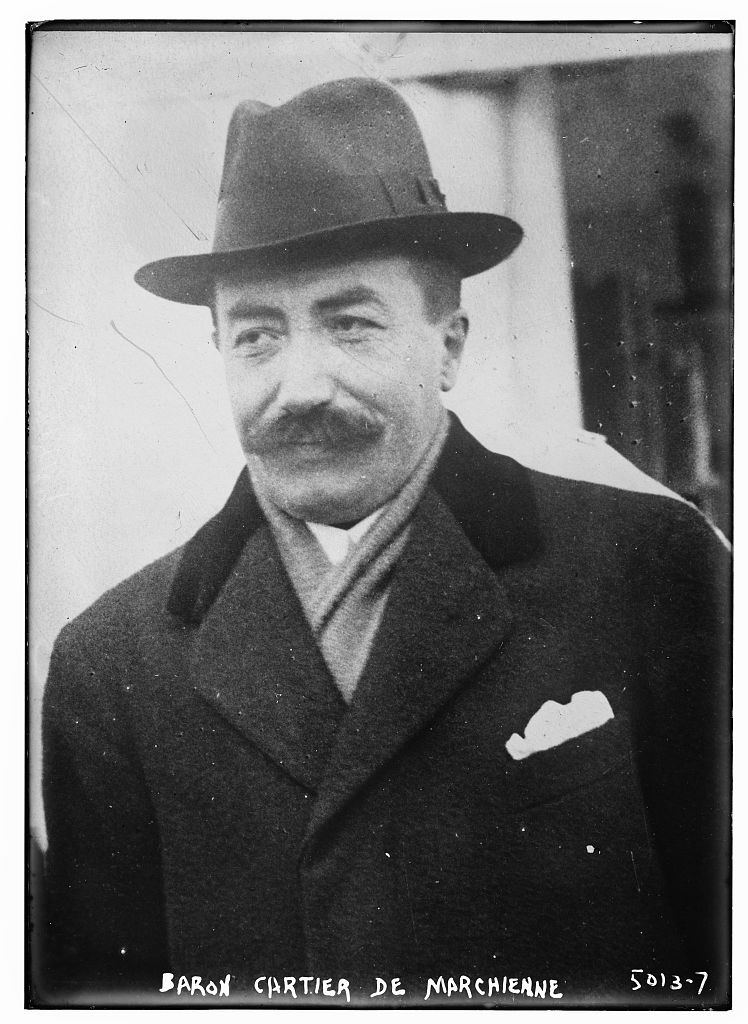
Emile de Cartier de Marchienne circa 1918

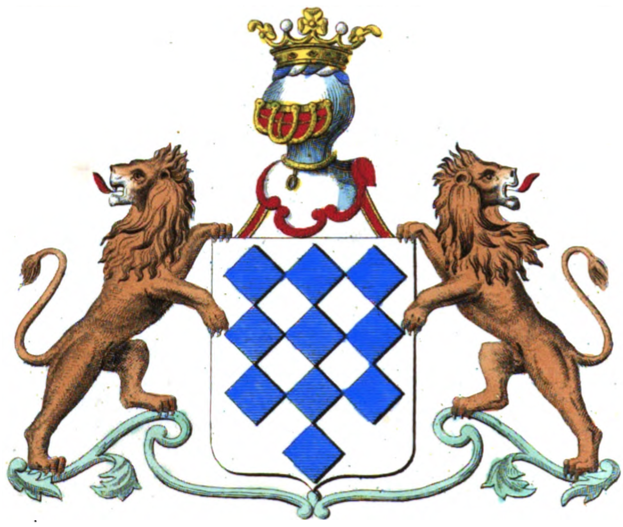
Wapen van de familie de Cartier

Emile-Ernest de Cartier de Marchienne (Schaarbeek 30 november 1871 – Londen 10 mei 1946) was een Belgisch diplomaat, ambassadeur in Londen tijdens de Tweede Wereldoorlog.

## Familie
Emile-Ernest de Cartier behoorde tot een familie van notabelen onder het ancien régime, van wie verschillende leden opname in de erfelijke adelstand verkregen onder het Verenigd Koninkrijk der Nederlanden. Hij was de oudste van de drie kinderen van jonkheer Paul-Emile de Cartier (1837-1887), getrouwd met Louisa Brown O’Meara (1849-1935), die in 1887 (vier dagen voor zijn dood) bericht ontving dat hij bij Koninklijk Besluit de Marchienne aan zijn naam mocht toevoegen.
Emile-Ernest de Cartier de Marchienne trouwde in 1907 in New York met Alice Draper-Coburn (1876-1908) die overleed 14 maanden na het huwelijk (en niet een paar weken, omdat de door Coomans de Brachène vermelde datum verkeerd is: 1907 in plaats van 1908). In 1919 hertrouwde hij met de weduwe Marie Dow (1873-1936). Het huwelijk bleef kinderloos.
In 1919 werd hem de baronstitel toegekend. Deze ging na zijn dood over op zijn broer Arnold de Cartier de Marchienne (1886-1953) en op die zijn twee zonen. De eerste bleef ongehuwd, de tweede had een dochter, zodat de familietak is uitgestorven. Echter, enkele weken voor zijn dood, adopteerde Emile zijn verre verwant Louis de Cartier (1921-2012).

## Loopbaan
Emile De Cartier behaalde het diploma van kandidaat in de wijsbegeerte en letteren en trad in 1893 in diplomatieke dienst. Hij werd onmiddellijk secretaris op de ambassade in Wenen.
Hij werd vervolgens zaakgelastigde in Rio de Janeiro (1896), Tokyo (1896-1898), Beijing (1898-1900) en Parijs (1900). Hij keerde vervolgens weer terug naar Beijing (1901-1902) en dan opnieuw naar Parijs (1902-1906), met een korte onderbreking in 1905 tijdens dewelke hij een zending deed in Chili voor rekening van de Banque d’Outremer.
In 1906 werd hij ambassaderaad in Londen en in 1908 in Washington. In 1910 was hij weer in Beijing, als gevolmachtigd minister en in 1917 werd hij tot minister benoemd in Washington en in 1919 tot ambassadeur, toen het gezantschap aldaar tot die rang werd verheven. Hij was tevens ambassadeur voor Haïti, Cuba en San Domingo.
Tijdens zijn korte tweede periode in Beijing (1901-1902) onderhandelde en ondertekende hij de overeenkomst van herstelbetalingen na de Bokseropstand die het ambassadegebouw had vernield. Hij zette de bouw van een nieuwe ambassade in gang en vond er niets beter op dan de plannen van het familiekasteel in Marchienne aan te bieden en de architect te verzoeken er zich op te inspireren. Dit gebeurde voor de beide zijvleugels, terwijl het hoofdgebouw wel in dezelfde stijl maar toch afwijkend van het kasteel van Marchienne werd gebouwd. De bouwmaterialen werden uit België ingevoerd: rode baksteen, blauwsteen, schalies, lambriseringen, ramen, deurklinken en sloten, bronzen decoratieelementen, tegelvloeren met Brabantse motieven. De volledige architectuur was Belgisch: de puntgevel, de balustrades en frontons, de luchters, plafonds, schouwen, enz. Toen de Cartier opnieuw in Beijing op post kwam, was het ambassadegebouw al door zijn voorganger in gebruik genomen. Hij kon er zich als het ware 'thuis' voelen. Na de machtsovername door de communisten werd het gebouw door de staat in bezit genomen en dient het nog steeds als ‘guest-house’ voor hoge regeringsgasten.
Na tien jaar Washington, werd de Cartier op 10 juni 1927 ambassadeur in Londen en toen hij de leeftijdsgrens had bereikt werd hij in zijn ambt verlengd omdat hij een eminente rol speelde in de Commissie van landen die niet intervenieerden in de Spaanse oorlog. Toen de Tweede Wereldoorlog losbarstte werd hij opnieuw verlengd op zijn post, waar hij uitzonderlijk bleef tot aan zijn dood in 1946. Hij was ook, vanaf 1940, deken van het diplomatiek corps.
De Cartier was een charismatische personaliteit, die opviel overal waar hij een post bekleedde. In Beijing was hij moedig opgetreden tijdens de Bokseropstand en had er de Belgische economische belangen uitstekend gediend. In Washington liet hij zich tijdens en na de Eerste Wereldoorlog gelden als de vaandeldrager van de Belgische belangen, meer bepaald in de kwesties van herstelbetalingen.
Tijdens de Tweede Wereldoorlog, speelde hij vooral een prominente rol tijdens en na de Meidagen 1940. Daar waar velen wankelden, ook binnen het diplomatieke corps, en de oorlog als definitief door de Duitsers gewonnen achtten, bleef hij onwankelbaar trouw aan de Engelse oorlogvoering en aan het geloof in de uiteindelijke overwinning. Zoals Patrice-Emmanuel Schmitz schrijft in de 2025 boek "Les cent jours de l'Ambassadeur" (zie literatuur) weigerde Cartier elk idee van capitulatie: de eerste, die van de koning op 28 mei 1940, en vooral de tweede, die van de regering-Pierlot op 18 juni. Op 4 juli haalde hij Albert de Vleeschauwer (minister van Koloniën) naar Londen. Hij stelde hem voor aan Churchill en kreeg zijn goedkeuring voor het behoud van een Belgische troepenmacht in Tenby (Wales). Op 8 augustus kon hij zijn vriend Camille Gutt (minister van Financiën) meenemen. Begin september plaatsten ze België samen in het Engelse kamp, in strijd met de 'instructies van Bern' waarin stond dat Brussel wilde dat België neutraal zou blijven. Uiteindelijk kon hij, met behulp van gezanten en telegrammen, Hubert Pierlot en Paul-Henri Spaak overhalen. Zij waren met maarschalk Pétain in Vichy gebleven en arriveerden pas op 23 oktober. De ambassadeur heeft hen echt gered, politiek, maar ook fysiek (als we het lot kennen van degenen die in Vichy achterbleven: Vanderpoorten, Janson, Soudan, allemaal naar concentratiekampen gestuurd).
Hij werd een centrale figuur voor de Belgische vluchtelingen, onder wie de regeringsleden die stilaan in Londen arriveerden, nadat hij ze daar bestendig toe had aangemoedigd, om niet te zeggen opgevorderd. Zijn talrijke contacten maakten van hem een uitstekende introductie bij hoge ambtenaren en regeringsleden ten behoeve van de Belgische regeringsleden en ambtenaren.
In 1945 was hij een van degenen die door koning Leopold III naar Sankt Wolfgang werden ontboden om hem advies te geven.

## Eerbetoon
Baron de Cartier werd eredoctor van de universiteiten Princeton (N.J.), Columbia (N.Y.), Brown, Rhode Island, Rochester (N.Y.) en Villanova College (Penn.) in de Verenigde Staten en van Oxford, Edinburgh en Belfast in het Verenigd Koninkrijk.
De Cartier verwierf ook bekendheid door de boekenverzameling die hij als bibliofiel had aangelegd, alsook door zijn inzet ten gunste van fauna en flora en van de creatie van natuurreservaten in Afrika.